# Urgulània
Urgulània (en llatí: Urgulania) va ser una dama romana, preferida de Lívia Drusil·la, la mare de Tiberi i esposa d'August.
La protecció de l'emperadriu la va convertir en arrogant i va desobeir repetidament les lleis i ordes. Tàcit diu que estava "per damunt de les lleis". No va voler presentar-se davant del senat a donar evidència en un cas, i el pretor va haver d'anar a casa seva a prendre-li declaració. Va ser l'àvia de Tiberi Plauci Silvà Elià, a qui va enviar un punyal quan va ser evident que seria condemnat a mort per l'assassinat de la seva esposa l'any 24.